# Saint-Agne
Saint-Agne település Franciaországban, Dordogne megyében. Lakosainak száma 443 fő (2022. január 1.). Saint-Agne Mouleydier, Verdon, Saint-Capraise-de-Lalinde, Varennes, Lanquais és Saint-Germain-et-Mons községekkel határos.

## Népesség
A település népessége az elmúlt években az alábbi módon változott:
| Lakosok száma | 254  | 258  | 325  | 382  | 422  | 435  | 441  | 445  | 450  | 443  |
|               | 1968 | 1982 | 1990 | 2006 | 2013 | 2015 | 2017 | 2019 | 2020 | 2022 |